# Давид Моріц Апфельбаум
Давид Моріц Апфельбаум (пол. Dawid Moryc Apfelbaum, псевдоніми — Mieczysław, Jabłoński, Kowal, Mietek; ? — 28 квітня 1943, Варшава) — польський єврей, поручник (посмертно майор) Війська Польського, солдат польського єврейського підпілля, один з організаторів Єврейського Військового Союзу (ŻZW), один з організаторів руху опору в Варшавському гетто. Загинув під час повстання в гетто.